# شريطية البقر

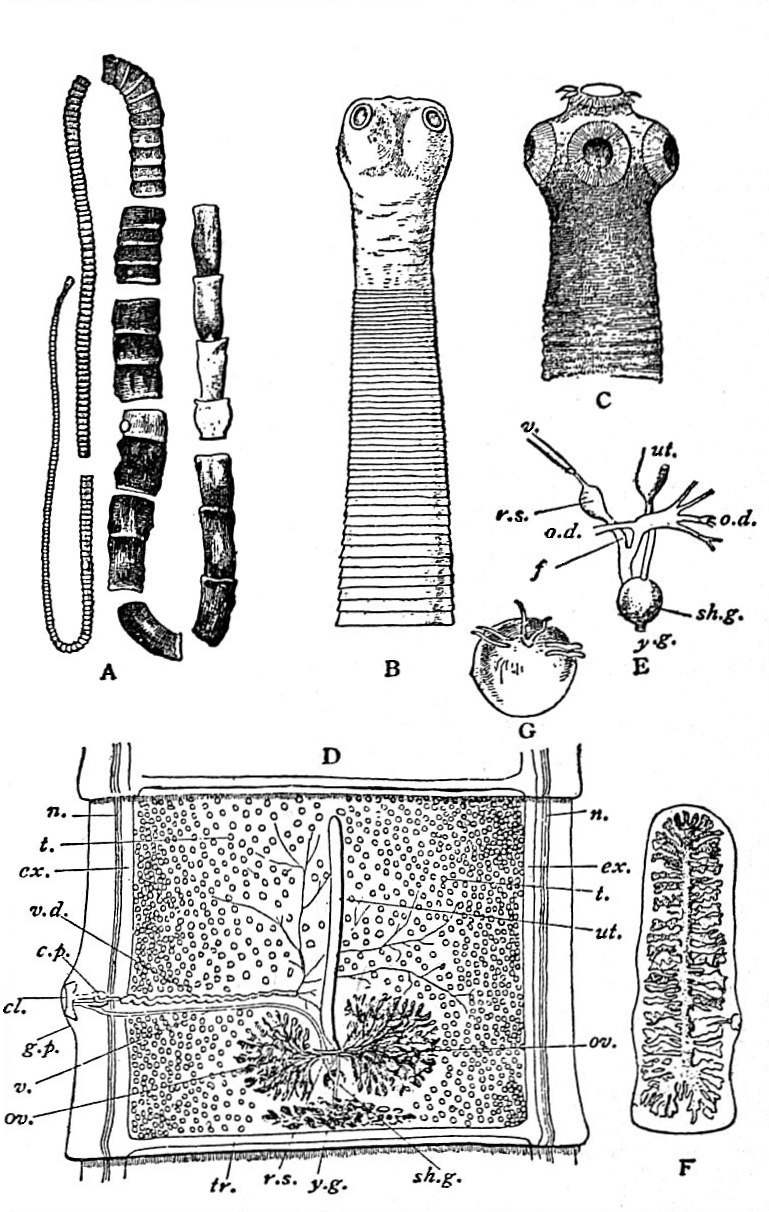

شريطية البقر أو الدوة الشريطية البقرية أو الشريطية العزلاء (بالإنجليزية: Taenia saginata أو beef tapeworm)‏ هي طفيلي يصيب كل من البقر والإنسان على حد سواء، فالبقر هي المضيف المتوسط، والإنسان هو مضيفها النهائي.
تتكون الدودة من رأس صغير دبوسي والرأس يكون به 4 ممصات للتثبيت ويخلو من الأشواك الكيتينية، ويتراوح طول الدودة من 5 إلى 20 مترا، وتكون مقسمة لقطع لسانية يبلغ عددها 2000 قطعة، والقطعة اللسانية الناضجة تحتوي من 15 إلى 35 فرعاً جانبياً وتحتوي تلك الفروح الجانبية على 80000 بيضة ناضجة.
تصيب هذه الديدان الإنسان وتزداد نسبة الإصابة في الدول النامية، يتكون جسمها من:
- رأس ويحتوي على أربعة ممصات تستخدمها لتثبيت نفسها بجدار أمعاء العائل.
- العنق يتصل بالرأس مباشرة ويمثل منطقة النمو التي تتكون منها القطع التي تشكل بقية أجزاء جسم الدودة.
- القطع والقطع القريبة من العنق غير ناضجة لا تحتوي على أعضاء تناسلية ناضجة، وتليها القطع الناضجة التي تحتوي على أعضاء تناسلية لاتمام عملية التكاثر،

ومن ثم تأتي القطع التي تعرف بالقطع الحاملة والتي توجد في الجزء الأخير من جسم الدودة وتتميز باحتوائها على أعداد كبيرة من البيوض داخل كيس الرحم.
توجد غالباً في جسم العائل دودة شريطية واحدة لذلك أطلق عليها اسم الدودة الوحيدة، وتحتوي قطعها الناضجة على أعضاء تناسلية أنثوية وذكرية على درجة عالية من التطور، وأهميتها إنتاج أعداد كبيرة من البيوض، ومن ثم المحافظة على استمرارية دورة حياتها.
غالباً ما تخصب حيوانات منوية من قطعة بويضات من قطعة أخرى في الدودة نفسها، وتخزن البويضات المخصبة في الرحم المتفرغ داخلها، تحتوي كل قطعة حاملة في الدودة على 100,000 بيضة تقريباً للمحافظة على النوع وزيادة احتمالية وصول أكبر عدد ممكن إلى البيئة ثم وصولها إلى العائل وهو من أنماط التكيف للمعيشة التطفلية.

### دورة الحياة

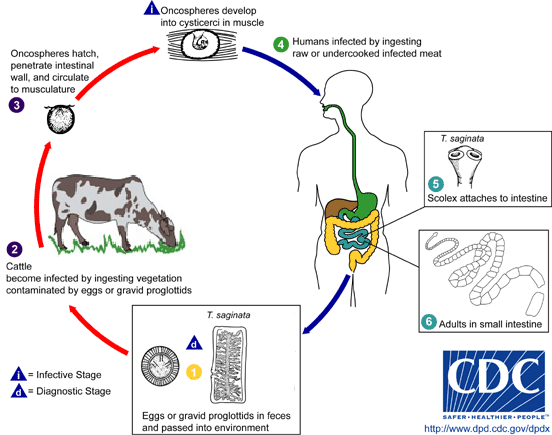
دورة الحياة

## معرض الصور
| [[{{{3}}}]] {{{4}}} | ملف:Saginata-egg.jpg · [[{{{3}}}]] · {{{4}}} | [[{{{3}}}]] {{{4}}} | [[{{{3}}}]] {{{4}}} | [[{{{3}}}]] {{{4}}} | [[{{{3}}}]] {{{4}}} | [[{{{3}}}]] {{{4}}} | [[{{{3}}}]] {{{4}}} | [[{{{3}}}]] {{{4}}} | [[{{{3}}}]] {{{4}}} | [[{{{3}}}]] {{{4}}} |